# 나팔고둥
나팔고둥은 수염고둥과의 연체동물이다.

## 특징
껍데기 높이는 250mm이고 폭은 100mm이다. 몸은 원추형으로 모두 8층으로 되어있다. 껍데기 표면은 황백색 바탕에 적갈색 무늬가 불규칙하게 퍼져있다.

## 서식
수심 10~200m 사이에 분포한다.
1. ↑  국립생물자원관. “나팔고둥”. 《한반도의 생물다양성》. 대한민국 환경부.